# Stupini (okręg Bistrița-Năsăud)
Stupini – wieś w Rumunii, w okręgu Bistrița-Năsăud, w gminie Sânmihaiu de Câmpie. W 2011 roku liczyła 125 mieszkańców.